# هومر ر. وارنر
هومر ر. وارنر (بالإنجليزية: Homer R. Warner)‏ هو أكاديمي أمريكي، ولد في 20 أكتوبر 1911 في مدينة سولت ليك في الولايات المتحدة، وتوفي بنفس المكان في 30 نوفمبر 2012.